# MG-120
A MG-120 é uma rodovia brasileira do estado de Minas Gerais. Pela direção e sentido que ela percorre, é considerada uma rodovia longitudinal.
Liga a cidade de Porteirinha à BR-251. Possui 67,2 km de extensão, sendo que 38,5 são pavimentados.